# حوزه انتخابیه دوم نیومکزیکو
حوزه انتخابیه دوم نیومکزیکو یک حوزه انتخابیه مجلس نمایندگان آمریکا است که در ایالت نیومکزیکو قرار دارد.